# تحذير العباد من أهل العناد ببدعة الاتحاد
تحذير العباد من أهل العناد ببدعة الاتحاد هو كتاب عن التحذير من البدع، ألفه الإمام برهان الدين البقاعي (809-885)، والكتاب أصله كتاب مصرع التصوف وهو كتابان كتاب تحذير العباد من أهل العناد ببدعة الاتحاد وكتاب تنبيه الغبي إلى تكفير ابن عربي.
قال الإمام برهان الدين البقاعي في مقدمة كتابه:
| تحذير العباد من أهل العناد ببدعة الاتحاد | وبعد فهذه رسالة سمتيها تحذير العباد من أهل العناد، ببدعة الاتحاد أنفذتها إلى العباد في جميع البلاد، الراغبين في الاستعداد ليوم المعاد، بموالاة أهل الوداد، وملاواة الأشقياء الأضداد، الضالين بنحلة الاتحاد، أرجو أن تكون ضامنة للإسعاد يوم التناد، فقلت : اعلموا أيها الإخوان الذين هم على البر أعوان، حفظكم الله ورعاكم وصانكم من كل سوء وحماكم، أنه لا يقدم على الأمر بالمعروف [ والنهي عن المنكر ] إلا من جعل نفسه هدفا للحتوف، وتجرع من مر الكلام ما هو أمر من السهام، فإن الناهي عن المنكر، يعاني الهوان الأكبر، بمعاداة كل شيطان من الإنس والجان، يقوم عليه الجيلان، ويرشقه بسهام الأذى القبيلان، شياطين الإنس ظاهرا بالمقال والفعال، وشياطين الجن باطنا بما يوحون إليهم من الضلال | تحذير العباد من أهل العناد ببدعة الاتحاد |